# Cruz Cafuné
Carlos Bruñas Zamorín, conocido por su nombre artístico Cruz Cafuné, también conocido como sadibu (Tacoronte, 25 de junio de 1993), es un cantante y rapero canario.   

## Biografía
Nacido en Tenerife en el año 1993, es hijo de madre venezolana y padre canario. Creció en el barrio de La Salud en Santa Cruz de Tenerife y posteriormente en Icod de los Vinos y Tacoronte, municipios de donde proviene su familia paterna.

## Carrera
Primero, formó parte del grupo Toska Runners creado en 2012, pero en 2015 el grupo se dividió y cuatro de sus miembros (Cruz Cafuné, Choclock, Ellegas e Indigo Jams) crearon juntos el colectivo BNMP (Broke Niños Make Pesos), que siguió existiendo hasta 2018.
Su primera gira justamente fue con el colectivo BNMP en México después de haber firmado con el productor Lex Luthorz. Lex Luthorz también es el productor de Cruz Cafuné desde que empezó una carrera en solitario. 
Le permitió al rapero canario trabajar con artistas con quien ya había trabajado Lex, como Alba Reche, por ejemplo.

### 2017: BNMP yContando Lunares.
Según Cruz Cafuné, fue la colaboración con Rels B que los ayudó mucho para dar visibilidad al colectivo y a su trabajo, especialmente gracias al tema Lo mejoré (2016), en el que colaboran Cruz Cafuné, Ellegas y Rels B; Choclock se encargó de la producción, y One Path de los coros.
Luego salió Amén (2017) el tema más conocido del colectivo BNMP, que se hizo viral después de un par de meses, el videoclip alcanzando más de 5 millones de reproducciones en YouTube.
La canción Mi Casa (2016) de Cruz Cafuné fue el primer paso hacia la notoriedad, ya que ha sido premiado con el disco de oro. Su canción "Mina el Hammani" (2019) ha sido también certificada recientemente con el disco de oro.
Por fin, la canción Contando lunares en colaboración con el trapero canario Don Patricio fue un trampolín para empezar a abrirse camino, aunque su primer disco Maracucho Bueno Muere Chiquito (2018) ya había contribuido a darlo a conocer en las islas. De hecho, este tema le ha dado un poco más de visibilidad a nivel nacional, ya que los dos artistas recibieron durante los Premios Odeón el premio de la mejor canción de 2019.

### 2018-2019:Maracucho Bueno Muere Chiquito
La portada del álbum es la foto de Cruz Cafuné con el rostro maquillado, que parece herido. 
Este álbum tiene la particularidad de contar la historia de un chico perdido, desorientado, pidiendo ayuda. La historia se desarrolla mediante notas de voz, es decir mensajes audio de los diferentes protagonistas de la historia, durante, al principio o al final de las canciones, y que sirven de hilo conductor a lo largo de la historia del álbum.
De hecho, todo el disco trata de la vida de un chico tinerfeño, que vive en un universo crudo y despiadado, en el que lucha por tomar las decisiones correctas. Pero también se trata de una historia de amor complicada entre dicho chico y una chica, con un verdadero antagonismo entre los dos personajes que no pueden, que no logran estar juntos, por sus diferencias.
En una entrevista al Farhampton mag, dijo que el álbum estaba lleno de referencias, de guiños a la música de los años 2000. Según él, el álbum trata en su conjunto de los temas de bien y mal, del amor, y de dificultades económicas. 
Se divide en dos partes principales: la primera en la que el chico evoca su fe y como tiene que elegir entre el bien y el mal, y la segunda en la que habla de su éxito y de todos los problemas que le traen esa ascensión.

### 2020-2022:Moonlight922yVisión Túnel
La portada representa el Volcán el Cuervo en Lanzarote, así como una luna llena.
En el programa de televisión La Resistencia del 29 de enero de 2020, presentado por David Broncano, Cruz Cafuné explica la importancia de la presencia de la luna, en el título del álbum así como en su portada o incluso en sus letras. 
La luna le importa en el sentido de que es más visible en Canarias que en la península, gracias a la menor contaminación. 
En cuanto al nombre del álbum, dice que la luna evoca una atmósfera íntima, y que por lo tanto este álbum es un “rollo íntimo” para escucharlo de noche. Por otra parte, el número 922 corresponde al prefijo de la provincia de la que viene el rapero: Santa Cruz de Tenerife.
En 2022, Cafuné hizo un directo en la plataforma YouTube el 3 de diciembre a las 10 de la tarde hora local, en el cual presentó todas las canciones de su nuevo EP, antes de subirlas a las plataformas digitales. En ese álbum sólo aparecen dos colaboraciones con dos raperos canarios: una con Maikel DelaCalle en TLC, y una con We$t Dubai en Beast Mode.  En el tema TLC no se utilizó ningún sample, la producción musical es original y corre a cargo de los productores Big Yahya y Valentin (Yellow Boys) con los arreglos de Kiddo, Dano y Lex Luthor. 

### 2023-presente: Tercer álbum:Me muevo con Dios
Proyecto con el que logró colocarse como cuarto album español en Spotify con mejor debut en las primeras 24 horas con 3.68 millones de reproducciones. En la portada encontramos a Cruz Cafuné cayendo del cielo y mirando al mismo con los brazos abiertos en cruz y los ojos cerrados, y de espaldas al mar donde se puede apreciar que está rodeado de dos tiburones por las aletas que asoman. El álbum cuenta con colaboraciones de Miky Woodz, Leïti, Boj, Kris Floyd, Quevedo, LaBlackie, el rapero americano Westside Gunn, La Pantera y Hoke.

## Composición

### Temáticas y referencias recurrentes
Cruz Cafuné reivindica la identidad de las islas, haciendo referencias en casi todas sus canciones. El sencillo En mi Zona es uno de los que más referencias tiene. 
Cita el barrio de “Guamasa” que pertenece al municipio de La Laguna en Tenerife, pero también el aeropuerto de Tenerife Norte cuyo antiguo nombre es “Los Rodeos”, y dice que tiene una “Fonteide grande”, que es una marca de agua tinerfeña.
Las referencias son numerosas en su música: en Mi Casa por ejemplo (con el “Clipper de fresa”, es decir un refresco canario, Arehucas un ron de la ciudad de Arucas en Gran Canaria). 
Además, también utiliza el vocabulario canario, como las palabras magua (sentimiento de añoranza) en Moonlight, baifito (cabrito) en Todos esos golfos, a la mua (a escondidas) en En Bajo perfil.
Cafuné suele cantar más el desamor que del amor feliz, pero los dos aspectos se pueden encontrar en su música.

## Discografía

### Álbumes de estudio
- Maracucho Bueno Muere Chiquito (2018)
- Moonlight922 (2020)
- Me muevo con Dios (2023)
- Blu€s (D€lux€) (2024)

### Extended play
- Pa'l Coche (2017)
- Visión Túnel (2020)
- Cáncer Capricornio Virgo (2021)
- Blu€s (2024)

### Sencillos
| Título                       | Año  | Colaboradores                                |
| ---------------------------- | ---- | -------------------------------------------- |
| Sudor y frío                 | 2019 | Noa Sainz                                    |
| BLU                          | 2019 | ABHIR                                        |
| Ley                          | 2019 | Don Patricio, DJ Parriba                     |
| Lento                        | 2019 | Eva Ruiz, InnerCut                           |
| Contando lunares             | 2019 | Don Patricio                                 |
| 87 COLLABx01                 | 2020 | Hadrian, Ochentay7                           |
| Berlín                       | 2020 | Juancho Marques                              |
| Jaleo                        | 2020 | Kiddo Manteca, Pepe, Vizio, Choclock         |
| Malaikah                     | 2020 | Aissa                                        |
| Lejos                        | 2020 | Delaossa                                     |
| Serotonin                    | 2020 | Santino Le Saint                             |
| Calentón                     | 2020 | LOWLIGHT, Israel B                           |
| Powah                        | 2021 | Highkili                                     |
| Mueve Ficha                  | 2021 | Flavio Rodríguez, DJ Muly                    |
| Da Body Deh                  | 2021 | Lasai                                        |
| 2 Segundos                   | 2021 | Dano                                         |
| Black Card                   | 2021 | Unidad0                                      |
| Lo Hago Así                  | 2021 | Israel B, LOWLIGHT                           |
| Sangre fría                  | 2021 | Recycled J, Kiddo                            |
| Ciego Por El Club            | 2021 | C.R.O, Israel B, Selecta, Recycled J         |
| Ebay                         | 2021 | Israel B, Ergo Pro                           |
| Solo quiero                  | 2021 | Wos Las Palmas                               |
| VIRGENSITA                   | 2022 | Elio Toffana                                 |
| "Jjjj"                       | 2022 | Hoke                                         |
| Too Late Freestyle (Remix)   | 2022 | Easy-S, Abhir Hathi                          |
| Muchoperro                   | 2022 | Wiso Rivera, Juseph                          |
| HOTTEST.YOUNG.MEN.in.BIZNESS | 2023 | Abhir Hathi                                  |
| 2ez                          | 2023 | Gese Da O                                    |
| Mis 12                       | 2023 | Enry-K                                       |
| HOW DOES IT FEEL             | 2023 | Baby Pantera                                 |
| Éxito Rentao                 | 2023 | Yassir, GARRY                                |
| Barracudas #3                | 2023 | Bejo                                         |
| PAZ PLAN & PAN               | 2023 | AyoLion                                      |
| Con los dos en la cabeza     | 2024 | Pedro Guerra                                 |
| Toy joya                     | 2024 | SanTosielo                                   |
| Konbini Wars                 | 2024 | Yung Beef, Cooking Soul                      |
| Island boys                  | 2024 | We$t Dubai, Nake                             |
| Price Tag                    | 2024 | Elio Toffana                                 |
| Alexademie                   | 2024 | Svarez                                       |
| Rifle talibán                | 2024 | Mushkaa, Guxo, Rojuu, El Bugg, Superreservao |
| Amor≠Cristal                 | 2024 | Flavio Rodriguez                             |
| Caprese                      | 2024 | Chococlock                                   |
| Elíseos                      | 2025 | Delaossa                                     |
| DEVIL JIN                    | 2025 | Recycled J                                   |